# Sedgemoor
Sedgemoor es un distrito no metropolitano del condado de Somerset (Inglaterra). Tiene una superficie de 564 36 km². Según el censo de 2001, Sedgemoor estaba habitado por 105,881 personas y su densidad de población era de 187,61 hab/km².